# هربرت سميث (صحفي)
هربرت سميث (بالإنجليزية: Herbert Greenhough Smith)‏ (و. 1855 – 1935 م) هو صحفي، وروائي من المملكة المتحدة، والمملكة المتحدة لبريطانيا العظمى وأيرلندا، توفي في لندن، عن عمر يناهز 80 عاماً.

## التعليم
تعلم في كلية سانت جونز
.

## روابط خارجية
- هربرت سميث على موقع قاعدة بيانات برودواي على الإنترنت (الإنجليزية)